# Irkut
Az Irkut (oroszul: Иркут, burját nyelven Эрхүү мγрэн) folyó Oroszország ázsiai részén, Burjátföldön és az Irkutszki területen; az Angara bal oldali mellékfolyója. A folyóról kapta nevét a torkolatában fekvő város, Irkutszk.

## Földrajz
Hossza: 488 km (a Fekete-Irkut forrásától számítva), vízgyűjtő területe: 15 000  km², évi közepes vízhozama a torkolatnál: 140 m³/s.
A Fekete- és a Fehér-Irkut egyesülésével keletkezik. A Fekete-Irkut 1875 m magasságban, a Keleti-Szaján Nuku-Daban-hegységében elterülő Ilcsir tóból ered. Három kis forráság egyesülése után dél felé folyik és a hegység lábánál találkozik a Fehér-Irkuttal. Onnan a folyó keletre fordul és kb. 130 kilométeren át szűk, sziklás völgyben, erdővel borított magas hegyek között folytatja útját. Simka falutól a Tunka-medencében folyik tovább, majd egy nagy kanyar után kiér az Angara bal parti síkságára és északkelet felé tartva éri el az Angarát. 
Torkolata ma már Irkutszk területén van, de eredetileg a város a jobb parton, a torkolattal szemben alakult ki. 
A folyó november első felében befagy, április végén vagy május elején szabadul fel a jég alól. A Keleti-Szajánban eredő számos kis hegyi folyó vizét gyűjti össze. Leghosszabb mellékfolyója a Zun-Murin (167 km). 